# Pricesaurus
Pricesaurus is een geslacht van uitgestorven pterosauriërs behorend tot de Pterodactyloidea dat leefde tijdens het Vroeg-Krijt in het gebied van het huidige Brazilië.
In 1986 meldde de Braziliaanse paleontoloog Rafael Gioia Martins-Neto in een lezing tijdens een congres, de achtendertigste Reunião Anual da Sociedade Brasileira para o Progresso da Ciência te São Paulo, de vondst van een nieuwe pterosauriër, die hij benoemde als Pricesaurus megalodon. De samenvattingen van de verschillende lezingen werden daarop gepubliceerd in het blad Ciência e Cultura, wat in principe inhoudt dat toen ook de naam geldig gepubliceerd werd. De geslachtsnaam eert Llewellyn Ivor Price. De soortaanduiding is afgeleid van het Oudgriekse μέγας, megas, 'groot', en ὀδών, odoon, 'tand', een verwijzing naar de grote tanden.
Het typespecimen bestaat uit twee syntypen. Het eerste, CPCA 3592, is gevonden in een kalknodule of knol die Martins-Neto had gekocht van de fossielenhandel en vermoedelijk afkomstig was uit de Romualdoformatie die dateert uit het Albien. Het bestaat uit een snuitpunt. Martins-Neto voegde daaraan een tweede specimen toe, CPCA 3591, waarvan hij meende dat het tot hetzelfde individu behoorde hoewel het in een tweede knol gevonden was. Het bestaat uit het middendeel van een schedel omvattend het voorste stuk van de fenestra nasoantorbitalis, de voorliggende delen van de bovenkaaksbeenderen en praemaxillae, ploegschaarbeenderen en verplaatste stukken jukbeen en quadratojugale. Beide specimina maken deel uit van de verzameling van het Centro de Pesquisas Paleontológicas da Chapada do Araripe.
De snuitpunt heeft een bewaarde lengte van negen centimeter. Het fragment heeft bovenop het begin van een snuitkam en toont rechts acht en links zes tanden. Het derde en vierde tandenpaar zijn het grootst; het vijfde en zesde zijn kleiner dan het vierde en zevende paar. Het middelste stuk schedel heeft een bewaarde lengte van achttien centimeter.
Na 1986 werd Pricesaurus algemeen in de literatuur veronachtzaamd. Alexander Kellner meende in 1988 dat het een nomen vanum was wegens het ontbreken van werkelijk diagnostische kenmerken en het feit dat naar zijn mening beide stukken onmogelijk bij elkaar konden passen omdat de snuitpunt aan een veel groter individu moest hebben toebehoord. Meestal werd de soort in lijsten vermeld als een onbeschreven nomen nudum hoewel Martins-Neto wel degelijk een opsomming van mogelijke onderscheidende kenmerken had gegeven: de brede praemaxillae, de nauw aaneengesloten tanden, de diepe premaxillaire tandkassen en de afgeronde voorkant van de fenestra nasoantorbitalis. In 2012 meende Felipe Lima Pinheiro in een studie waarin Martins-Neto zelf als postuum medeauteur werd opgevoerd dat het taxon in ieder geval een nomen dubium was: de relatieve grootte van de tanden was ongeveer gelijk aan die bij Anhanguera blittersdorffi en Anhanguera piscator. Zowel CPCA 3592 en CPCA 3591, waarvan Pinheiro meende dat het wellicht toch van een even groot individu afkomstig was, verwees hij naar een Anhanguera sp., dus een onbepaalde soort binnen het geslacht Anhanguera. Het is echter onmogelijk van een benoemde soort een onbepaalde soort te maken: eigenlijk zou een lectotype uit de twee specimina gekozen moeten worden, welk specimen dan de naam 'Anhanguera megalodon' zou moeten krijgen.
Pinheiro dacht daarnaast dat het ontbreken van diagnostische kenmerken leidde tot de status van nomen nudum en hij meende verder dat dit hoe dan ook de consequentie is van het gepubliceerd zijn als samenvatting. Beide standpunten zijn ongebruikelijk: meestal wordt aangenomen dat het zijn van een nomen dubium niet impliceert dat het om een nomen nudum gaat en de ICZN beschouwt in artikel 9.9 alleen namen als ongeldig indien de samenvattingen waarin ze gepubliceerd zijn uitsluitend verspreid werden onder de deelnemers van een congres of lezing. Worden dezelfde samenvattingen daarna gepubliceerd in een normaal tijdschrift, zoals hier het geval, zijn de namen geldig.